# Atanásio II de Alexandria
Papa Atanásio II de Alexandria, dito Celitis, (m. 496 d.C.) foi um papa copta e um patriarca de Alexandria de 490 até a sua morte. Ele era um miafisista. 
Ele sucedeu Pedro Mongo como papa de Alexandria e reinou por sete anos, um período relativamente calmo.